# Али, Надиа
Надиа Али (урду نادیہ علی‎; род. 3 августа 1980, Триполи) — пакистано-американская певица и автор песен, родилась в Ливии, выросла в Квинсе, Нью-Йорк. Она привлекла к себе внимание как вокалистка и автор песен группы iiO после хита «Rapture» в 2001 году, занявшую вторую строчку в хит-параде Великобритании. Песню также заметили в нескольких странах Европы. В 2006-м «Is It Love?» Надия Али достигла вершины Billboard Hot Dance Chart Play Club.
Приступив к сольной карьере в 2005 году, Надиа становится востребованной вокалисткой в электронной танцевальной музыке, благодаря чему в 2009 году она выпускает свой дебютный альбом «Embers». Критики высоко оценили её песни, которые сочетают электронную, восточную и акустическую музыку: три сингла с альбома попали десятку Billboard Hot Dance Chart Play Club, в том числе хит № 1 «Love Story». Певица сотрудничала с несколькими известными продюсерами и диджеями, такими как Armin Van Buuren, Schiller, BT, John Creamer & Stephane K и Avicii.

## Жизнь и карьера
1980—2005: Ранняя жизнь
Надиа Али родилась в Ливии в семье пакистанцев в 1980 году. Семья переехала в США, когда ей было пять лет, и проживала в Квинсе, Нью-Йорк. Восьмилетняя Надиа использовала любую возможность, чтобы петь. В школе друзья хвалили её за исполнение песен Мадонны. Продолжая петь и не имея вокальной школы, девочка начала писать стихи и песни для своих друзей, когда ей было 15 лет. Её интерес к танцевальной музыке развился после посещения ночных клубов на Манхэттене.
Когда певице было 17, она начала работу в нью-йоркском офисе Versace, где на Рождественских вечеринках привлекла внимание своим пением. Затем один из коллег представил её продюсеру Маркусу Мозеру, который искал певицу, чтобы совместно работать над некоторыми песнями из его девичьей группы в Германии. Её первой песней в коллективе стал сингл «Rapture», который она написала за 30 минут после встречи с австралийским владельцем ночных клубов. Демо-песня была впервые сыграна в нью-йоркском клубе Twilo в 2001 году и уже на начальном этапе получила поддержку со стороны влиятельного DJ Pete Tong, который играл демо на шоу Essential Mixes на BBC Radio 1. Песня стала любимой на Ibiza после поддержки от известных диджеев — Sasha, Danny Tenaglia и Sander Kleinenberg — во время летнего сезона. Выпущенный в конце 2001 года Ministry of Sound, сингл стал успешным, достигнув № 2 по Великобритания Singles Chart и Hot Dance, на афишах Club Play и в нескольких странах Европы.
После международных гастролей дуэт выпустил ещё несколько синглов, включая «At the End», «Runaway», «Smooth», и «Kiss You». Их первый студийный альбом, Poetica, появился в 2005 году.
Надиа покинула группу и начала сольную карьеру в 2005 году, а Мозер продолжал выпускать композиции на её вокале. В частности, сингл 2006 года «Is It Love?», ставший № 1 в Америке на Billboard Hot Dance Chart Play Club. В 2007-м вышел альбом ремиксов Reconstruction Time: The Best Of iiO Remixed и студийный альбом Exit 110 были выпущены в 2011 году.
Певица объяснила решение заняться сольной карьерой тем, что её время с Iio для неё было периодом становления и обучения, однако в дальнейшем певица не хочет ограничивать себя в сотрудничестве с другими артистами и ограничиваться одним стилем музыки.
Решение Надии продолжить свою деятельность в качестве певицы изначально не поощрялось родителями-пакистанцами, которые хотели для неё более стабильной карьеры. Однако затем, по словам певицы, их позиция изменилась, и они превратились в её самых преданных поклонников. 
Надиа — представительница мусульманского вероисповедания и пакистанского этноса, видит в своём творчестве социальную роль. Ей важно подавать другим женщинам пример служения обществу и выстраивания независимой карьеры.

## Музыкальный стиль и влияние
Вокальные данные Надии считаются неординарными. На вручении премии MOBO Ремма Кумари Джадия описала её работу как «умело сочетающую эйфорию и меланхолию». Она отметила, что фирменный в музыкальном стиле Надии сочетаются восточная мистика с интеллектуальной электроникой и душевностью». Песни альбома Embers получили сравнение с творчеством Мадонны в период ее расцвета и были названы «современной интерпретацией» Стиви Никса. Журнал Billboard похвалил ее голос за то, что в нем «очень много жизненной энергии».  
На Надию оказали влияние одновременно альтернативная, народная и пакистанская музыка, что певица объясняет восточным происхождением и воспитанием в Квинсе. По словам певицы, на ее вокал и написание песен оказали влияние Стиви Никс, Нусрат Фатех Али Хан, Мадонна, Сейд и Боно. 
Дебютный альбом певицы является сочетанием электроники, акустики и ближневосточных мелодий. Песни описывают личный опыт общения с людьми, которые «удивительным образом и мощно задевают струну» в душе слушателя. 
После перерыва в несколько лет Надиа Али выпустила новый сингл под названием HYLLS, где она переходит к инди-звучанию в стиле XX.

## Дискография
Студийные альбомы
- Embers
- Once (2019)